# Amon Hen
Amon Hen (en sindarin, « colline de l'Œil »), est une colline de la Terre du Milieu dans l'œuvre de l'écrivain britannique J. R. R. Tolkien.

## Géographie et histoire
La colline d'Amon Hen se situe sur la rive droite du fleuve Anduin, à hauteur des chutes du Rauros et est opposée à Amon Lhaw sur la rive gauche. Au pied de cette colline se situe le Parth Galen. Au sommet de cette colline se trouvait le « siège de la vue », et Frodon s'y assit lors de la guerre de l'Anneau, et il put voir au loin et distinguer des détails à des milles de lui.
C'est là que Boromir fut tué, lors d'une bataille entre la communauté de l'Anneau et une troupe d'Uruk-hai.

## Adaptations et héritages
Amon Hen est un lieu présent dans l'adaptation cinématographique de La Communauté de l'anneau de Peter Jackson. Les Uruk-hai sont alors menés par un personnage inventé pour le film, Lurtz.
Amon Hen est aussi le nom du bulletin bimensuel publié par la Tolkien Society.